# Nowojowice
Nowojowice (deutsch Haltauf) ist ein Dorf in Niederschlesien. Der Ort liegt in der Gmina Żórawina im Powiat Wrocławski in der polnischen Woiwodschaft Niederschlesien.

## Geographie

### Geographische Lage
Das Straßendorf Nowojowice liegt zehn Kilometer südlich des Gemeindesitzes Żórawina (Rothsürben) sowie 28  Kilometer südlich der Kreis- und Woiwodschaftshauptstadt Breslau. Der Ort liegt in der Nizina Śląska (Schlesische Tiefebene) innerhalb der Równina Wrocławska (Breslauer Ebene).
Durch den Ort führt die Woiwodschaftsstraße Droga wojewódzka 395. 

### Nachbarorte
Nachbarorte von Nowojowice sind im Osten Danielowice (Dammelwitz) und im Südwesten Kurczów (Kurtsch).

## Geschichte

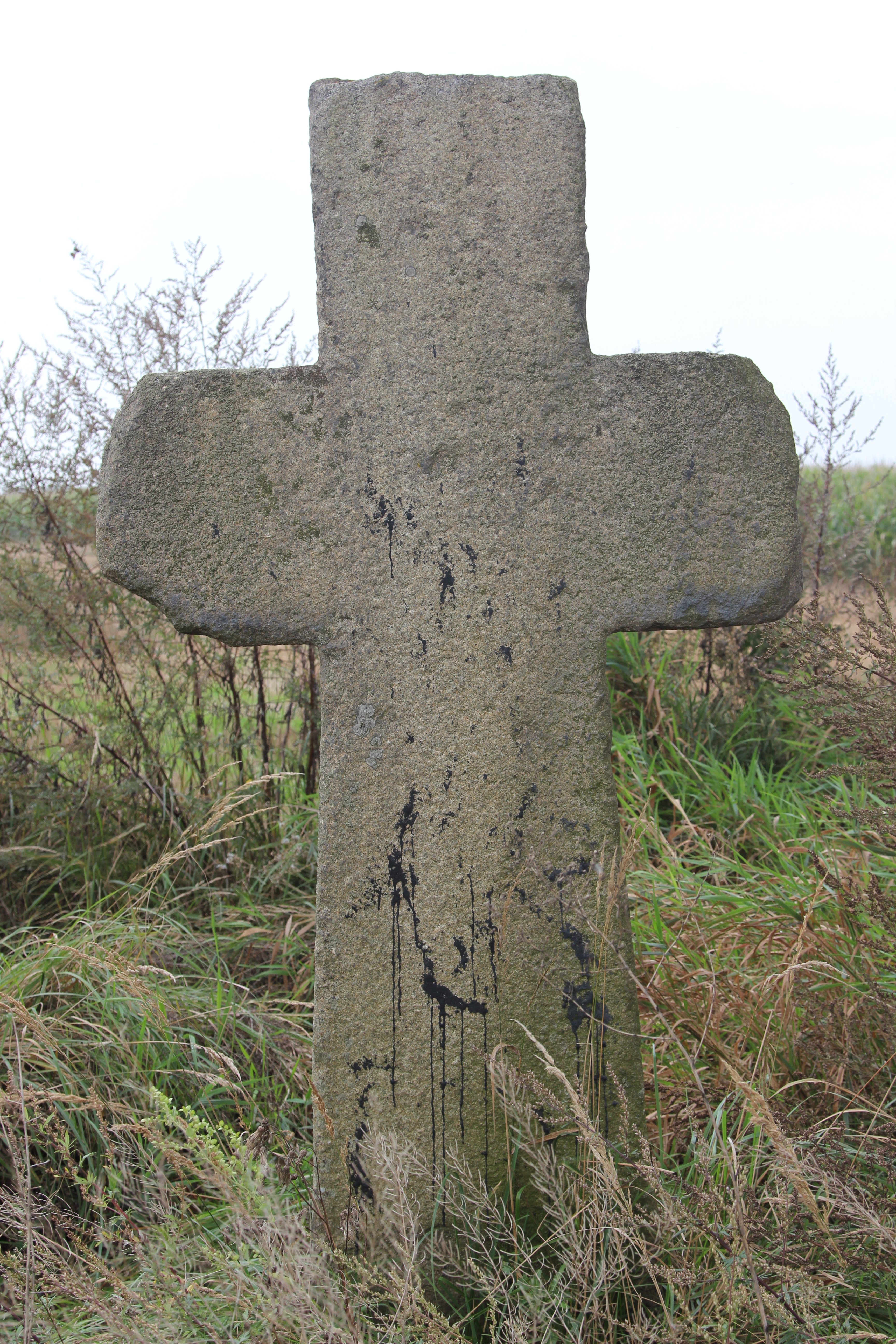
Sühnekreuz

Das Dorf wurde 1574 erstmals als Haltuff erwähnt.
Nach dem Ersten Schlesischen Krieg 1742 fiel Haltauf zusammen mit dem größten Teil Schlesiens an Preußen. 1783 bestanden im Ort ein herrschaftliches Wohnhaus, ein Vorwerk, eine evangelische Schule, eine Mühle, 15 andere Häuser und 151 Einwohner.
Nach der Neugliederung Preußens gehörte die Landgemeinde Haltauf ab 1815 zur Provinz Schlesien und war ab 1816 dem Landkreis Ohlau eingegliedert. 1874 wurde der Amtsbezirk Haltauf gegründet, welcher die Landgemeinden Dammelwitz, Eulendorf, Haltauf, Klein Peiskerau, Kochern und Radlowitz und die Gutsbezirke Dammelwitz, Eulendorf, Haltauf, Klein Peiskerau und Kochern umfasste. Erster Amtsvorsteher war der Landschaftsdirektor Freiherr von Seherr-Toß in Haltauf. 1885 zählte der Ort 141 Einwohner.
1933 zählte Haltauf 258, 1939 wiederum 235 Einwohner. Bis 1945 befand sich der Ort im Landkreis Ohlau.
Als Folge des Zweiten Weltkriegs fiel Haltauf wie fast ganz Schlesien 1945 an Polen, wurde in Nowojowice umbenannt und der Woiwodschaft Breslau angegliedert. Die deutsche Bevölkerung wurde, soweit sie nicht vorher geflohen war, weitgehend vertrieben. Die neu angesiedelten Bewohner waren zum Teil Heimatvertriebene aus Ostpolen. 1999 kam der Ort zum Powiat Wrocławski in der Woiwodschaft Niederschlesien.

## Sehenswürdigkeiten
- Sühnekreuz